# کیسی جانسون
 کیسی جانسون (انگلیسی: Casey Johnson؛ ۲۴ سپتامبر ۱۹۷۹ – ۴ ژانویهٔ ۲۰۱۰) یک هنرپیشه اهل ایالات متحده آمریکا بود.